# Зсув інтерференційної смуги

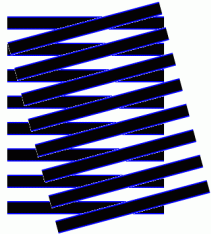
Вид зверху на дві плоскі хвилі. Чорні/голубі лінії відображають інтерференційні піки. Білий простір між лініями відображає компенсацію хвиль Жовті ромбічні поверхні відображають інтерференційні піки («конструктивна інтерференція») двох хвиль. Чорні ромбічні поверхні – компенсацію хвиль («деструктивна інтерференція»).

Зсув інтерференційної смуги (fringe shift) — найчастіше відноситься до інтерерференційних експериментів, таких як Експеримент Майкельсона-Морлі. Це є своєрідна поведінка інтерференційної картини, коли «інтерференційні максимуми та мінімуми освітленості» ("fringes") зміщуються в залежності від фази падаючих електромагнітних хвиль, пов'язаної зі зміщенням відстані між двома когерентними джерелами цих хвиль.
Інтерференційна картина може бути отримана різноманітним чином, проте у випадку експерименту Майкельсона це зміщення обумовлене розділенням одного джерела світла на два шляхи його розповсюдження, а потім їх об’єднання шляхом рекомбінації під різними кутами до поверхні напівпрозорої пластини, що виконує роллю інтерференційної поверхні.
Взаємодія хвиль на поверхні огляду змінюється в залежності від «конструктивної» та «деструктивної» інтерференцій, викликаючи по черзі то темні, то світлі смуги світла. У випадку інтерферометра Майкельсона один інтерференційний максимум репрезентує одну довжину хвилі (wavelength) джерела світла (?) і тому вимірюється від центру світлої лінії до центру наступної світлої лінії. Фізична довжина інтерференційного максимуму та мінімуму (fringe) керується різницею кутів відбивних дзеркал для двох променів світла, проте незалежно від фізичної ширини цих максимумів, вона все ще відображає одну довжину хвилі світла(?). 

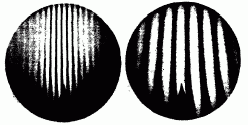
Реальна світлина зсуву інтерференційних максимумів в старому інтерферометрі Майкельсона. Ця анімація показує фазу кутів двох променів, які рухаються вперед по відношенню до пучка, що викликає постійне значення зсуву інтерференційної картини на ліво.

В 1887 році відбувся Експеримент Майкельсона-Морлі . В його рамках відстань між шляхами двох пучків світла залежала від очікуваної швидкості Землі через ефір. Цей додатковий шлях на двох базах інтерферометра, які обертались навколо своєї осі змінювався в залежності від кута обертання по відношенню до швидкості Землі, то в сторону «збільшення» зсуву, то в сторону «зменшення» зсуву (насправді спостерігався «ефект одностороннього накопичення зсуву»). Майкельсон сповіщав, що під час експерименту спостерігалася тільки одна шоста та одна четверта очікуваного зсуву інтерференційних максимумів та мінімумів (fringes). 

## Лінгвістичні проблеми (війни)
З Майкельсоном пов'язані певні лінгвістичні проблеми в галузі інтерференції. Справа в тому, що в науці до сьогодні працює «феодальне право першого», яке говорить: «перший відкрив – перший назвав». Завдяки цьому праву фізика прогресивно розвивається з часів Галілея. Проте починаючи з Ньютона, який створив інтегральне та диференціальне числення, але приховав його від наукової громадськості, між Францією та Англією точиться «лінгвістична війна» за назви семантичних понять в математиці та фізиці. Так, Майкельсон вніс певний вклад в теорію інтерференції світлових хвиль (дав вираз для сумарної амплітуди інтерференційних смуг у випадку ненульової фази), проте це зовсім не означає, що він мав моральне право на зміну термінології в галузі інтерференції, яка вже склалася з часів французького фізика Френеля. 
- Перше, англійський термін "fringes", в перекладі означає – «край» або «бахрома», має далеке відношення до «ширини смуги», яка прийнята на пост радянському просторі і має пряме відношення до Френеля. Семантично це поняття визначає період зміни інтерференційної картини.
- Друге, явище фізичної інтерференції є цілісне і тому розбивати його на два незалежні поняття «конструктивної інтерференції»

(constructive interference), яка продукує інтерференційні максимуми, та «деструктивної інтерференції» (destructive interference), в рамках якої протікає компенсація світлових хвиль, це крок назад по відношенню до теорії Френеля, яка на сьогодні виконує роллю стандарту де-факто. 
Відголоски цієї лінгвістичної війни можна прослідкувати на прикладі перекладу монографії Майкельсона на російську мову в 1912 році, під редакцією О.Д.Хвольсона (цей переклад досить суттєво відрізняється від оригіналу) . В даному перекладі редактор добавив 5 додаткових статей та чисельні зауваження (і це в царській Російській Імперії, що прогнила наскрізь!), що на сьогодні не спостерігається в сучасному т.з. «демократичному світі». Годі й говорити, що російські фізики того часу були на стороні Френеля.
Як це не дивно, проте до сих пір в англомовній літературі по інтерференції збереглася термінологія Майкельсона, що до певної міри перешкоджає взаєморозумінню між фізиками, які виховані на різних європейських культурах. 

## Проблемиджерела світла

### Модель натрієвої лампи Захар’євського
При настройці інтерферометрів Майкельсона використовувалася «натрієва лампа» Sodium-vapor lamp. Особливістю цих лам є те, що вони випромінюють дві майже монохроматичні хвилі в діапазоні жовтого кольору: {\displaystyle \lambda _{1}=589} нм, та {\displaystyle \lambda _{2}=589.6} нм. Результат взаємодії цих двох хвиль світла приводить до картини, що в сучасних термінах називається «принципом модуляції», який широко використовується в радіотехнічному діапазоні електромагнітних хвиль. В рамках теорії Френеля (див. Захар’євський, 1952)  розглянемо типову фазу електромагнітної хвилі у вигляді:
{\displaystyle \phi =\omega \cdot t},
де
{\displaystyle \omega ={\frac {2\pi c}{\lambda }}}
-циклічна частота електромагнітної хвилі, або просто частота. Результат взаємодії двох хвиль з різними, проте близькими частотами приводить до появи «різничної частоти», яка у випадку електромагнітних хвиль радіодіапазону дає можливість створювати «модуляцію несучої частоти» відповідно:
{\displaystyle \omega _{mod}=0.5(\omega _{1}-\omega _{2})}
{\displaystyle \omega _{mean}=0.5(\omega _{1}+\omega _{2})}.
Частоту модуляції можна подати у наступному вигляді (через одну із первинних частот):
{\displaystyle \omega _{mod}=0.5(\omega _{1}-\omega _{2})={\frac {\omega _{1}}{2n_{\lambda }}}},
де {\displaystyle n_{\lambda }={\frac {\lambda _{2}}{\lambda _{2}-\lambda _{1}}}={\frac {589.6}{589.6-586}}=983} - т.з. коефіцієнт модуляції. Величина {\displaystyle n_{\lambda }} характеризує собою глибину амплітудної модуляції. При малій глибині модуляції відносна зміна величини огинаючої кривої невелика
{\displaystyle |n_{\lambda }\cdot A(t)|\ll 1}
у всі моменти часу, незалежно від форми сигналів (в тому числі і світла) {\displaystyle A(t)}. Якщо ж в ті моменти часу, коли сигнал {\displaystyle A(t)} досягає екстремальних значень, має місце наближена рівність:
{\displaystyle n_{\lambda }\cdot A_{max}\approx 1}
або
{\displaystyle n_{\lambda }\cdot A_{min}\approx -1}
Очевидно, що в цьому випадку ми маємо майже 100% використання енергії від джерела сигналу (світла). В противному випадку ми будемо мати неефективне використання потужності джерела сигналу (світла).

В рамках теорії Френеля у формі Захар’євського маємо наступне співвідношення для ширини інтерференційної смуги:
{\displaystyle \sigma ={\frac {ay}{L}}=N_{1}\lambda _{1}=N_{2}\lambda _{2}},
де {\displaystyle a} - відстань між двома когерентними джерелами світла, {\displaystyle L} - база інтерферометра, {\displaystyle y} - відстань між центральною віссю двох джерел світла до довільної точки інтерференційної смуги, {\displaystyle N_{1}} - порядок інтерференції для першої хвилі {\displaystyle \lambda _{1}}, а {\displaystyle N_{2}} - порядок інтерференції для другої хвилі {\displaystyle \lambda _{2}}. 
В рамках теорії Френеля виконуються наступні співвідношення:
{\displaystyle N_{1}\sigma _{1}=N_{2}\sigma _{2}}
{\displaystyle \sigma _{1}\lambda _{2}=\sigma _{2}\lambda _{1}}.
Позначивши різницю між порядками інтерференції через
{\displaystyle k=N_{1}-N_{2}}
ми знаходимо вираз для різниці ходу:
{\displaystyle \Delta =N_{1}\lambda _{1}=(N_{1}-k)\lambda _{2}}
або
{\displaystyle N_{1}={\frac {k\lambda _{2}}{\lambda _{2}-\lambda _{1}}}}
В загальному випадку при
{\displaystyle k=0,1,2,3,}...
ми будемо мати ті значення {\displaystyle N_{1}}, при яких збігаються максимуми двох систем. Тоді ми отримаємо інтерференційну картину зі світлих та темних смуг. Проте, при
{\displaystyle k=1/2,3/2,5/2,}...
максимуми однієї системи накладаються на мінімуми другої системи і в результаті ми отримаємо режим «компенсації». Збігання максимумів повторюється через наступне число смуг:
{\displaystyle n={\frac {(k+1)\lambda _{2}}{\lambda _{2}-\lambda _{1}}}-{\frac {k\lambda _{2}}{\lambda _{2}-\lambda _{1}}}={\frac {\lambda _{2}}{\lambda _{2}-\lambda _{1}}}}
При великій різниці довжин хвиль {\displaystyle \lambda _{2}-\lambda _{1}} ми будемо мати невелику кількість смуг. Проте при малій різниці, як це виконується для натрієвої лампи, ми будемо мати
{\displaystyle n_{Na}={\frac {\lambda _{2}}{\lambda _{2}-\lambda _{1}}}={\frac {589.6}{589.6-586}}=983}
велике значення для т.з. коефіцієнта модуляції/підсилення інтерференційних смуг. 
Слід відзначити, що натрієва лампа використовувалась тільки на першому етапі настройки інтерферометра Майкельсона. Потім в реальних експериментах при вимірюваннях використовувалась інша «монохроматична» лампа «жовтого/білого» світла з середньою довжиною хвилі близькою до натрієвої. При цьому приходилось додатково підстроювати інтерферометр за допомогою зсуву одного плеча інтерферометра за допомогою мікрогвинтів. Таким чином, основною відмінністю інтерферометрів Майкельсона при вимірюванні швидкості Землі є наявність фіксованої різниці ходу в плечах інтерферометра, не залежно від наявності «ефірного вітру» для отримання інтерференційної системи паралельних смуг, товщина яких повністю визначалась натрієвою лампою і становила величину порядку одного міліметра. 

### Модель «білого світла» Захар’євського
В рамках моделі Захар’євського , яка базується на теорії Френеля
, ми маємо наступне значення порядку інтерференції для джерела світла, що складається з двох хвиль:
{\displaystyle n_{H}={\frac {\lambda _{2}}{\lambda _{2}-\lambda _{1}}}={\frac {6562}{6562-4861}}\approx 3.9} нм
у випадку водневих ліній. Тобто збіжність максимумів інтерференції протікає приблизно через кожні чотири голубих смуги. Ця проста модель може бути поширена на «біле світло». Дійсно, довжини хвиль білого світла лежать в діапазоні:
{\displaystyle \lambda _{min}=400} нм
{\displaystyle \lambda _{max}=760} нм.
Таким чином, середнє значення для довжини хвилі буде:
{\displaystyle \lambda _{av}=0.5(\lambda _{2}+\lambda _{1})=580} нм
а значення різниці двох граничних хвиль:
{\displaystyle \Delta (\lambda )=\lambda _{2}-\lambda _{1}=360} нм.
В результаті «біле світло» має наступний порядок інтерференції:
{\displaystyle n_{WL}={\frac {\lambda _{av}}{\Delta \lambda }}={\frac {580}{360}}\approx 1.6}
тобто величина, яка майже в 2 рази відрізняється від порядку інтерференції для водневих ліній, проте вона майже в 500 разів менша від порядку інтерференції для ліній натрію! 

## Дивись також
- Інтерференція
- Інтерферометер
- Биття
- Муар